# Редкоземен елемент
Редкоземните елементи (също редкоземни метали) са група от 17 химични елемента в периодичната система, обхващаща 15-те лантаноида плюс скандий и итрий. Скандият и итрият се считат за редкоземни елементи, тъй като по принцип се срещат сред същите рудни находища като лантанидите и проявяват сходни химични свойства, макар да имат различни електронни и магнитни свойства.
Седемнадесетте редкоземни елемента са: церий (Ce), диспросий (Dy), ербий (Er), европий (Eu), гадолиний (Gd), холмий (Ho), лантан (La), лутеций (Lu), неодим (Nd), празеодим (Pr), прометий (Pm), самарий (Sm), скандий (Sc), тербий (Tb), тулий (Tm), итербий (Yb) и итрий (Y). Те често съпътстват минералите на тория (Th), а понякога и тези на урана (U).
Въпреки името си, редкоземните елементи са относително изобилни в земната кора (с изключение на радиоактивния прометий), като церият е 25-ият най-често срещан елемент, по-изобилен и от медта. Все пак, поради своите геохимични свойства, редкоземните елементи обикновено са разпръснати и не се срещат концентрирани в минерали. В резултат на това, икономически изгодните рудни находища са малко. Първият минерал на редкоземен елемент е открит през 1787 г. – гадолинит, който е съставен от церий, итрий, желязо, силиций и други елементи. Минералът е намерен в рудник близо до село Итербю в Швеция. Четири редкоземни елемента носят имена, свързани с това място.

## Списък
| Z  | Символ | Име       | Етимология                                                                         |
| -- | ------ | --------- | ---------------------------------------------------------------------------------- |
| 21 | Sc     | Скандий   | в чест на Скандинавия                                                              |
| 39 | Y      | Итрий     | в чест на шведското село Итербю                                                    |
| 57 | La     | Лантан    | от гръцки – „потаен“                                                               |
| 58 | Ce     | Церий     | в чест на планетата джудже Церера, която на свой ред е кръстена на богинята Церера |
| 59 | Pr     | Празеодим | от гръцки – „зелен близнак“, поради зелените спектрални линии                      |
| 60 | Nd     | Неодим    | от гръцки – „нов близнак“                                                          |
| 61 | Pm     | Прометий  | по името на митическия герой Прометей                                              |
| 62 | Sm     | Самарий   | по името на минерала самарскит, в който е бил открит                               |
| 63 | Eu     | Европий   | в чест на Европа                                                                   |
| 64 | Gd     | Гадолиний | в чест на Йохан Гадолин                                                            |
| 65 | Tb     | Тербий    | в чест на шведското село Итербю                                                    |
| 66 | Dy     | Диспросий | от гръцки – „трудно достъпен“                                                      |
| 67 | Ho     | Холмий    | в чест на Стокхолм                                                                 |
| 68 | Er     | Ербий     | в чест на шведското село Итербю                                                    |
| 69 | Tm     | Тулий     | от старото наименование на Скандинавия                                             |
| 70 | Yb     | Итербий   | в чест на шведското село Итербю                                                    |
| 71 | Lu     | Лютеций   | от старото наименование на Париж                                                   |

## История
Първият открит редкоземен елемент е намерен под формата на черен минерал – итербит, преименуван на гадолинит през 1800 г. Той е открит от Карл Аксел Арениус през 1787 г. в кариера близо до селото Итербю в Швеция. Минералът достига Йохан Гадолин, чийто анализ показва неизвестен оксид, който нарича итрия. Андерс Густав Екеберг изолира берилий от гадолинит, но не успява да идентифицира останалите елементи в рудата. През 1794 г. други минерал от шведско находище, за който се смята че съдържа желязо и волфрам, е изследван от Йонс Берцелиус и Вилхелм Хисингер. През 1803 г. те получава бял оксид и го наричат церия. Мартин Хайнрих Клапрот независимо открива същия оксид и го нарича охроя.
Така, към 1803 г. вече има два известни редкоземни елемента – итрий и церий, макар на учените да са нужни още 30 години, за да определят, че в двете руди се съдържат и други елементи, които обаче са трудно различими. През 1839 г. Карл Густав Мосандер, който е асистент на Берцелиус, изолира церия чрез нагряване и разтваряне на продукта в азотна киселина. Той нарича оксида на разтворимата сол лантана. Нужни са му още 3 години, за да получи дидимия и чиста лантана. През 1942 г. той отделя от итрията още три оксида: чиста итрия, тербия и ербия.
Дълги години не са правени по-нататъшни открития, а несъществуващият елемент дидим намира място в периодичната система с молекулна маса от 138. През 1879 г. Марк Делафонтен използва нов физичен метод, включващ спектроскопия на пламъка, и намира няколко нови спектрални линии на дидима. Пак през 1879 г., новият елемент самарий е изолиран от Пол Емил Льокок дьо Боабодран от минерала самарскит. Минералът е допълнително изучаван от Льокок дьо Боабодран и Жан Шарл Галисар дьо Мариняк през 1886 г., при което е открит елементът гадолиний, кръстен в чест на Йохан Гадолин.
По-нататъшните спектроскопски анализи между 1886 и 1901 г. откриват няколко нови линии на спектъра, които говорят за наличието на поне още един неизвестен елемент. Частичната кристализация на оксидите тогава разкрива наличието на европий през 1901 г.
Точният брой редкоземни елементи е неясен, но е направена оценка, че те няма да са повече от 25. Използването на рентгенови спектри (получени от рентгенова кристалография) от Хенри Мозли прави възможно поставянето на атомни числа на елементите. Мозли намира, че лантанидите трябва да са точно 15 и че елементът с атомно число 61 предстои да бъде открит. Използвайки фактите относно атомните числа от рентгеновата кристалография, Мозли също доказва, че хафният (елемент с атомно число 72) не може да е редкоземен елемент. Мозли е убит в Първата световна война, през 1915 г., години пред хафния да бъде открит.
Преди разработването на метода на йонния обмен, отделянето на редкоземните елементи се постига главно чрез многократна преципитация или кристализация. По това време са отделени две главни групи – на церия (церий, скандий, лантан, празеодим, неодим и самарий) и на итрия (итрий, диспросий, холмий, ербий, тулий, итербий и лутеций). Останалите три (европий, гадолиний и тербий) се считат или за отделна трета група, или се разпределят сред първите две. Причината за това подразделение се корени в разликите между разтворимостите на сулфатите на редкоземните елементи с натрий и калий. В днешно време редкоземните елементи обикновено се класифицират на леки или тежки, в зависимост от атомния номер.

## Произход
Редкоземните елементи, с изключение на скандия, са по-тежки от желязото и следователно се образуват чрез s-процес в хода на супернови на звезди от асимптотичния клон на гигантите. В природата, спонтанното ядрено делене на уран-238 оставя малки следи от радиоактивен прометий, но повечето от прометия се произвежда изкуствено в ядрени реактори.
Поради химичното си сходство, концентрациите на редкоземни елементи в скалите се изменят много бавно от геохимичните процеси, което прави техните пропорции полезни в геохронологията и датирането на вкаменелости.

## Геоложко разпространение
Редкоземните елементи често се намират заедно. Елементът церий всъщност е 25-ият най-разпространен елемент в земната кора (68 части на милион), което е съизмеримо с изобилието на медта. Единственият по-рядък редкоземен елемент е радиоактивният прометий. Най-стабилният му изотоп има период на полуразпад от 17,7 години, така че елементът съществува в природата само в много малки количества (общо около 572 g в земната кора).
По време на постепенното образуване на Земята, плътните редкоземни елементи са инкорпорирани в по-дълбоките части на планетата. Ранното обособяване на разтопения материал до голяма степен включва редкоземните елементи в мантийните скали. Голямата сила на полето и големите йонни радиуси на редкоземните елементи ги правят несъвместими с кристалните решетки на повечето скалообразуващи минерали. Тези елементи химически са много сходни и са трудни за различаване.

## Световен добив
До 1948 г. по-голямата част от световните редкоземни елементи се добиват от пясъчни наноси в Индия и Бразилия. През 1950-те години Южна Африка е водещият регион за добив на редкоземни метали, благодарение на мината Стеенкампскраал в Западен Кейп. От 1960-те до 1980-те години мината Маунтин Пас в Калифорния, САЩ, е водещият световен производител. В днешно време индийските и южноамериканските залежи все още дават известно количество редкоземни концентрати, но те вече са засенчвани от огромния мащаб на продукцията на Китай. През 2017 г. на Китай се приписва 81% от световния добив на редкоземни елементи. Те се добиват основно във Вътрешна Монголия. Австралия е вторият и единствен друг голям производител, с 15% от световния добив. Всички тежки редкоземни метали идват от китайски рудници.
Нарасналото търсене изцежда доставките, като така нарастват опасенията, че светът скоро може да се сблъска с недостиг на редкоземни елементи. През 2013 г. е обявено, че търсенето на редкоземните елементи ще се покачва, поради зависимостта на Европейския съюз от такива елементи, невъзможността да се заменят от друг елементи и ниското им ниво на рециклиране. Освен това, поради повишеното търсене и ниското предлагане, цените в бъдещето ще се покачат, което би принудило още повече държави да инвестират в откриването на рудници за редкоземни метали. Нуждата от елементите се дължи на тяхната употреба във високотехнологичните устройства, като например мобилни телефони, цифрови камери и компютърен хардуер. Използват се в технологиите за възобновяема енергия, военната апаратура, стъкларството и металургията.
Вследствие на повишеното търсене и все по-строгите ограничения, които Китай налага върху износа си на метали, някои държави се запасяват с редкоземни елементи. Текат проучванията на алтернативни находища в Австралия, Бразилия, Канада, ЮАР, Танзания, Гренландия и САЩ. Рудниците по тези места са затворени, когато Китай подбива световния пазар през 1990-те години, и ще са им нужни няколко години, за да задвижат отново производството си, тъй като има много прагове за влизане.

### Други източници
|  |  |  |

Световна консумация на
редкоземни елементи (2015)
Значително количество редкоземни оксиди е намерено в отпадъците от уранова руда, натрупвана в продължение на 50 години близо до Силамяе в Естония. Държавата изнася около 3000 тона годишно, което се равнява на около 2% от световното производство.
През 2013 г. японски дълбоководен изследователски морски съд взема седем дълбоководни проби кал от морското дъно на Тихия океан на дълбочина 5600 – 5800 m, приблизително 250 km южно от Минамитори. Изследователският екип намира слой от кал на около 2 – 4 метра под морското дъно, който съдържа до 0,66% редкоземни оксиди.

### Рециклиране
Друг разработен източник на редкоземни елементи е излязлото от употреба електрическо и електронно оборудване и други отпадъци, които съдържат редкоземни елементи в значително количество. Напредъкът в технологията за рециклиране е направил извличането на редкоземни метали от такива материали по-лесно, а заводи за рециклиране вече работят в Япония, където приблизително 300 000 тона редкоземни елементи се намират в неизползвана електроника. Във Франция се строят два завода, които ще произвеждат 200 тона редкоземни елементи годишно от флуоресцентни лампи, магнити и батерии.

## Употреба
Употребата и приложенията на редкоземните елементи са се увеличи през годините. В световен мащаб повечето редкоземни елементи се използват за катализатори и магнити. Други важни приложения на редкоземните елементи се намират в производството на сплави, стъкла и електроника. Церият и лантанът са важни катализатори и се използват за рафиниране на петрол и като дизелова добавка. Неодимът е важен при производството на магнити при традиционните нисковъглеродни технологии. Редкоземни елементи се използват и при електромоторите на хибридни и електрически автомобили, генератори във вятърни турбини, твърди дискове, преносима електроника, микрофони и говорители.
Церият, лантанът и неодимът са важни при направата на сплави и горивни клетки. Церият, неодимът и гадолиният са важни елементи в електрониката и се използват за направата на LCD, плазмени дисплеи, оптични влакна, лазери и при образна диагностика. Използват се също в торове и за пречистване на вода. Като торове, те спомагат растежа на растенията и ги правят устойчиви, без да имат отрицателно въздействие върху човешкия или животинския организъм.